# Ferruccio De Ceresa
Ferruccio De Ceresa (Genova, 24 maggio 1922 – Roma, 17 aprile 1993) è stato un attore italiano, attivo in teatro, cinema, radio e televisione.

## Biografia
Dopo avere frequentato la facoltà universitaria di giurisprudenza ed essersi laureato, esercita per diversi anni l'attività di procuratore legale per l'Istituto Autonomo Case Popolari della città natale. Inizia a recitare in teatro da dilettante in complessi amatoriali entrando nel 1943 nel gruppo sperimentale intitolato a Luigi Pirandello, fondato da Gian Maria Guglielmino e Giannino Galloni e recitando al Teatro Duse di Genova che allora era situato in piazza Tommaseo, facendosi subito notare per la sua recitazione moderna e nervosa, lontana dai canoni stilistici dell'epoca, con un rigore artistico che spaziava tra dramma e commedia dell'arte, autori e testi classici e moderni che durerà per tutta la sua carriera. Lì conobbe Elsa Albani, che sposò nel 1946 e con la quale ebbe un sodalizio equiparabile a quello tra Paolo Stoppa e Rina Morelli. Nello stesso anno quel gruppo si fuse con la formazione di Aldo Trabucco e cambiò denominazione in Teatro d'Arte, recitando anche con un giovane debuttante, Alberto Lupo. Nel 1951 diventa professionista e ottiene una scrittura per la compagnia formata tra gli altri da Ivo Garrani, Gianrico Tedeschi e Alberto Lionello, e l'anno seguente entra al Piccolo Teatro di Milano con Giorgio Strehler e Paolo Grassi dove recita in ruoli impegnativi pur sempre collaborando anche con il Teatro Stabile di Genova, che non ha mai del tutto abbandonato. Nel 1954 avviene la svolta della carriera: entra a far parte della Compagnia dei Giovani formata da Giorgio De Lullo, Romolo Valli, Rossella Falk e Anna Maria Guarnieri con la quale rimase fino al suo scioglimento avvenuto nel 1972, ottenendo successo di pubblico e di critica.
Le rappresentazioni alle quali ha partecipato sono molte: oltre a Pirandello (Così è (se vi pare) e Sei personaggi in cerca d'autore, nel ruolo del capocomico), tra gli autori classici ha interpretato lavori di Carlo Goldoni (La vedova scaltra, dove è Arlecchino e Arlecchino, il servitore di due padroni nel ruolo di Brighella), William Shakespeare (Enrico IV, Giulio Cesare e La dodicesima notte), Henrik Ibsen (L'anitra selvatica), Nikolaj Gogol' (Il revisore), Anton Čechov (Tre sorelle e Zio Vanja con Giulio Bosetti) e Il Tartuffo di Molière con Ugo Tognazzi, con il quale nel 1975 ottenne un altro successo.
Numerosi anche autori e testi contemporanei, come in Nella giungla delle città di Bertolt Brecht, Il prezzo di Arthur Miller (con il quale ottenne un trionfo personale nel 1968 accanto a Raf Vallone attore e regista al Teatro Stabile di Roma), Il ritorno a casa di Harold Pinter, Norman ai tuoi ginocchi, di Alan Ayckbourn, Retrò di Aleksandr Galin, La bocca del lupo di Remigio Zena, I fisici di Friedrich Dürrenmatt, L'ingranaggio di Jean-Paul Sartre, Elisabetta d'Inghilterra di Ferdinand Bruckner, Un caso clinico di Dino Buzzati, L'oro matto di Silvio Giovaninetti, Il diario di Anna Frank di Frances Goodrich e Albert Hackett, Sacrilegio massimo di Stefano Pirandello, La mascherata di Alberto Moravia, con Rossella Falk, e altri.
Ha lavorato anche con Eduardo De Filippo (tra l'altro in L'arte della commedia, Il cilindro, Uomo e galantuomo, Il sindaco del rione Sanità, Napoli Milionaria), ed è stato diretto anche da Luca Ronconi, Marco Sciaccaluga e diversi altri. Nel 1983 al Teatro Carignano di Torino recitò in La brocca rotta di Heinrich von Kleist, a fianco di Eros Pagni e Lina Volonghi, attrice con la quale recitò spesso, poi fece ritorno al Teatro Stabile di Genova. Nel 1991 disse addio al palcoscenico con le recite di Mille franchi di ricompensa di Victor Hugo al Teatro della Corte. Vinse per due volte il Premio San Genesio ed ebbe numerosi altri riconoscimenti.

De Ceresa nel film I sovversivi (1967) diretto dai fratelli Taviani

Sul grande schermo appare soltanto in quindici film tra il 1961 e il 1990, sempre in ruoli di secondo piano e dove quasi mai ha modo di emergere; anche se partecipa in diversi casi in film d'autore diretti tra gli altri da Paolo e Vittorio Taviani, Damiano Damiani e Florestano Vancini, per il resto si tratta di film di genere fra i quali il giudiziario e il poliziesco all'italiana. Per tre decenni ha inoltre interpretato radiodrammi e si è distinto come raffinato lettore di diverse poesie registrate su disco; nel 1985 tenne un recital intitolato Borges, autoritratto del mondo, a cura di Carlo Repetti e diretto da Marco Sciaccaluga.

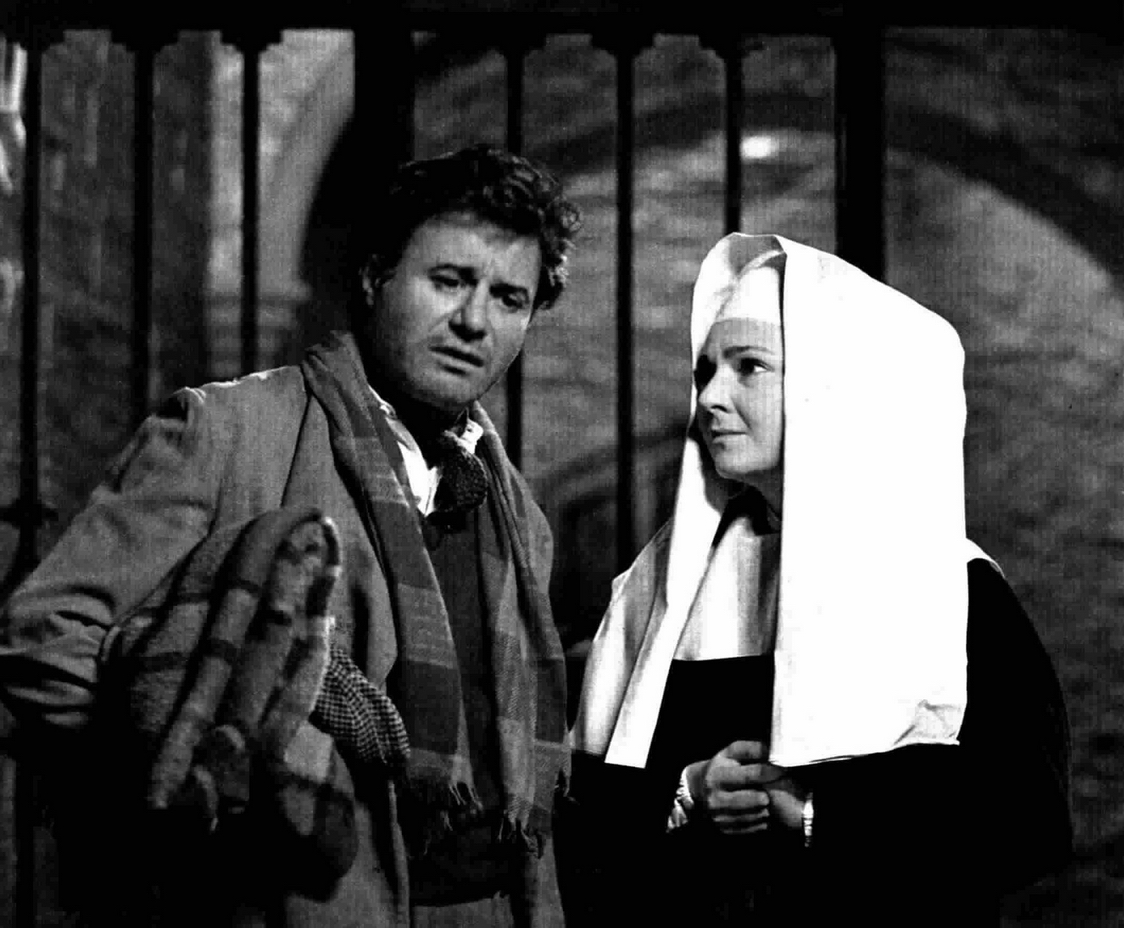
De Ceresa e Cecilia Sacchi in Losey il bugiardo di Fulvio Tolusso (1968)

Sul piccolo schermo svolge un'attività pressoché ininterrotta a partire dal 1959, dal debutto con Anton Giulio Majano a cui seguono commedie, originali, sceneggiati e riduzioni di opere teatrali, dove in molti casi nei due decenni seguenti ha dei ruoli soddisfacenti come quello del "dottor S." nella prima riduzione televisiva del 1966 del capolavoro di Italo Svevo La coscienza di Zeno, quello del cardinale Benedetto Caetani, poi Papa Bonifacio VIII in L'avventura di un povero cristiano, tratto da Ignazio Silone, accanto a Riccardo Cucciolla nel 1974 e in La cantatrice calva di Eugène Ionesco, dal repertorio del teatro dell'assurdo, insieme a Franca Valeri. 
Ottiene un successo personale nel 1973 quando interpreta il professor Wilhelm Tenhaeff, studioso di parapsicologia – realmente esistito – nel celebre sceneggiato, dedicato alle percezioni extrasensoriali, ESP diretto da Daniele D'Anza accanto a Paolo Stoppa nel ruolo del paragnosta olandese Gerard Croiset; un altro personaggio memorabile è quello di "Oremus" nel telefilm poliziesco Il commissario De Vincenzi del 1974, sempre accanto a Stoppa. 
Per Carosello, dopo Carlo Campanini e prima di passare il testimone a Ernesto Calindri, fu testimonial nello spot pubblicitario di un liquore a base di carciofo (il Cynar). Negli anni '80 rallenta la sua attività e dopo un periodo di silenzio riappare nell'ultima sua interpretazione, avvenuta un anno prima della scomparsa all'età di 70 anni, in La piovra 6 - L'ultimo segreto diretto da Luigi Perelli, dove interpreta il ruolo del "Generale Amadei", reclutatore di poliziotti assai cinico. A lui la sua città natale ha dedicato un viale, posizionato nella zona della stazione ferroviaria di Brignole.

## Filmografia

### Cinema
- A cavallo della tigre, regia di Luigi Comencini (1961)
- Congo vivo, regia di Giuseppe Bennati (1962)
- Tutto il bello dell'uomo, regia di Aldo Sinesio (1963)
- Il morbidone, regia di Massimo Franciosa (1965)
- 3 pistole contro Cesare, regia di Enzo Peri (1967)
- I sovversivi, regia di Paolo e Vittorio Taviani (1967)
- Sissignore, regia di Ugo Tognazzi (1968)
- Il gatto selvaggio, regia di Andrea Frezza (1969)
- L'istruttoria è chiusa: dimentichi, regia di Damiano Damiani (1971)
- Il merlo maschio, regia di Pasquale Festa Campanile (1971)
- La violenza: quinto potere, regia di Florestano Vancini (1972)
- Per le antiche scale, regia di Mauro Bolognini (1975)
- Per amore, regia di Mino Giarda (1976)
- La messa è finita, regia di Nanni Moretti (1985)
- Atto di dolore, regia di Pasquale Squitieri (1990)

### Televisione
- I figli di Medea, regia di Anton Giulio Majano (1959)
- L'idiota, regia di Giacomo Vaccari (1959)
- Tutto da rifare pover'uomo, regia di Eros Macchi (1960)
- Ritorno dall'abisso, regia di Mario Lanfranchi (1963)
- La cittadella, regia di Anton Giulio Majano (1964)
- La coscienza di Zeno, regia di Daniele D'Anza (1966)
- La fiera della vanità, regia di Anton Giulio Majano (1967)
- Le mie prigioni, regia di Sandro Bolchi (1968)
- Istruttoria preliminare, regia di Giacomo Colli (1968)
- Processo di famiglia, serie Processi a porte aperte, regia di José Quaglio (1968)
- Losey il bugiardo, serie Processi a porte aperte, regia di Fulvio Tolusso (1968)
- Il giocatore di scacchi, serie Processi a porte aperte, regia di Lyda C. Ripandelli (1968)
- Il segreto di Luca, serie Processi a porte aperte, regia di Ottavio Spadaro (1969)
- La moglie ideale, regia di Daniele D'Anza (1969)
- Quel negozio di Piazza Navona, regia di Mino Guerrini (1969)
- Un mese in campagna, regia di Sandro Bolchi (1969)
- Un certo Harry Brent, regia di Leonardo Cortese (1970)
- Radici, dall'opera di Arnold Wesker, regia di Maurizio Scaparro, trasmesso il 5 novembre 1971.
- La coscienza a posto, regia di Italo Alfaro (1972)
- Il giudice e il suo boia, regia di Daniele D'Anza (1972)
- Il sospetto, regia di Daniele D'Anza (1972)
- L'allodola di Jean Anouilh, regia di Vittorio Cottafavi, trasmessa dal Secondo canale il 16 marzo 1973.
- La scuola delle mogli, regia di Vittorio Cottafavi (1973)
- ESP, regia di Daniele D'Anza (1973)
- Il commissario De Vincenzi, regia di Mario Ferrero (1974)
- Spia - Il caso Philby, regia di Gian Pietro Calasso – miniserie TV (1977)
- L'esercito di Scipione, regia di Giuliana Berlinguer (1977)
- L'albergo del libero scambio di Flaminio Bollini (1977)
- Storie della camorra, regia di Paolo Gazzara (1978)
- La piovra 6 - L'ultimo segreto, regia di Luigi Perelli (1992)

Radio
Voi ed Io, programma d'intrattenimento radiofonico del mattino tutti i giorni dal lunedì al sabato dalle 9,15 alle 11,30 sul Programma Nazionale Radiorai per un mese intero nel marzo 1971.

## Riconoscimenti
- Premio San Genesio
  - 1962 – Miglior caratterizzazione maschile per L'ostaggio
  - 1965 – Miglior caratterizzazione maschile per Tre sorelle